# Die Försterchristel (1952)
Die Försterchristel (Schreibweise im Film: Die Förster-Christel) ist eine Operettenverfilmung nach der gleichnamigen Operette von Georg Jarno und Bernhard Buchbinder von Arthur Maria Rabenalt aus dem Jahr 1952. In der Titelrolle ist Johanna Matz besetzt, Karl Schönböck agiert als Kaiser Franz Joseph, Will Quadflieg als Joseph Földessy, Angelika Hauff als Zigeunerin Ilona und Käthe von Nagy als Josefine.

## Handlung
Nach einem Aufstand der Ungarn gegen Kaiser Franz Joseph herrscht seit 1849 wieder Frieden im Land. Die Rebellen wurden vom Kaiser begnadigt, bis auf einige wenige, die noch nicht um Pardon gebeten haben. Einer von ihnen ist Hauptmann Koltai, der unter dem Namen Joseph Földessy als Verwalter am Hof des Grafen Paalen angestellt ist. In der Nähe liegen die kaiserlichen Forstgebiete, die vom Oberförster Lang verwaltet werden. Dessen Tochter Christel hat neben Földessy noch einen zweiten Verehrer: Den angeblich hohen Beamten am Kaiserhof in Wien, Simmerl. Christel weist beide Männer ab, auch wenn sie sich insgeheim zu Földessy hingezogen fühlt. Neben Forsthütte und Grafenschloss bildet die Schenke Barany-Csarda des Zigeuners Barany und seiner Tochter Ilona einen weiteren Schauplatz. Beide wissen um das Geheimnis Földessys.
Kaiser Franz Joseph befindet sich auf dem Weg zu Graf Paalens Schloss, der am Abend zu seinen Ehren einen Ball geben will. Als seine Kutsche einen Unfall hat und Ersatz nicht schnell zu beschaffen ist, entscheidet sich der Kaiser, den Weg zum Schloss durch seine Waldgebiete zu Fuß zurückzulegen. Dabei wird er von Christel entdeckt, die ihn für einen wildernden Jäger hält und gemäß kaiserlichem Erlass einen Taler Strafe für das unbefugte Betreten des kaiserlichen Grund und Bodens fordert. Der Kaiser, der kein Geld bei sich hat, willigt in eine eintägige Haft im Forsthaus ein und ist dabei äußerst amüsiert über die resolute Art der Försterstochter und die Gesamtsituation. In „Haft“ hört er wie Simmerl, der im Forsthaus aufgetaucht ist, Christel einen Heiratsantrag macht, den sie jedoch ablehnt. Simmerl, der in der Schenke durch eine zufällig belauschte Unterhaltung von der Identität Földessys erfahren hat, offenbart Christel in seinem Ärger, dass Földessy ein gesuchter Rebell sei. Christel will daraufhin sofort zum Kaiser, um ihn um Földessys Begnadigung zu bitten.
Während Simmerl, der sich als Freund des Kaisers bezeichnet, sich als Maulheld entpuppt, der eigentlich nichts weiter als ein kleiner Schneider in Wien ist, zeigt sich der angebliche Wilderer Franz Joseph bereit, der Christel den Weg zum Schloss zu weisen. Dort wird sie bereitwillig empfangen und zum Ball am Abend eingeladen, wo sie dem Kaiser gegenübertreten soll. Sie weiß nicht, dass ihr Wilderer der Kaiser ist, und fällt fast in Ohnmacht, als er ihr am Abend entgegentritt. Földessy, der ebenfalls zum Fest erscheint, missdeutet das vertraute Tanzen beider und vergisst sich in seiner Eifersucht. Er wird gefangen genommen, jedoch durch Christels Bitte um Begnadigung freigelassen. Erst jetzt erkennt Földessy, dass Christel ihn und nicht den Kaiser liebt. Der Kaiser wiederum merkt, dass eine Beziehung zu Christel unmöglich ist. Das Liebespaar Christel-Földessy findet sich, während der Kaiser zurück nach Wien reist. Nicht jedoch, ohne Christel und Földessy vorher in sein Schloss eingeladen zu haben.

## Produktion
Die Försterchristel wurde in Bad Tölz und in den Bavaria-Studios Geiselgasteig gedreht. Robert Herlth war für die Bauten zuständig, die Produktionsleitung lag in den Händen von Produzent Günther Stapenhorst und Otto Lehmann. Der Film enthält mehrere Titel der Operette Die Försterchristl:
- Hab ein Herz frei und froh!
- Gebt mir die Geigen der ganzen Welt
- Herr Kaiser, – Herr Kaiser, Oh liebe Majestät!
- Steht ein Mädel auf der Puszta

Die Darsteller wurden dabei von professionellen Sängern synchronisiert. Die musikalische Begleitung übernahm das Bavaria-Symphonie-Orchester.

## Veröffentlichung, weitere Verfilmungen
Die Premiere des Films fand am 27. Mai 1952 statt.
Alive gab am 22. Februar 2013 innerhalb der Reihe „Juwelen der Filmgeschichte“ Die Försterchristel-Doppelbox mit den Verfilmungen von 1952 und 1962 heraus.
Der Film stellt die dritte Verfilmung der Operette dar. Eine erste Verfilmung stammt von 1926, eine zweite von 1931. Eine weitere entstand zehn Jahre später und kam unter demselben Titel in die Kinos.

## Kritik
Der Spiegel bewertete Die Försterchristl als „Höhepunkt des neudeutschen Filmbiedermeier“. Im Film würde die „als ‚liebreizend‘ richtig angepriesene Wiener Neuentdeckung Hannerl Matz … im grünen grünen Wald die ihr unbekannte k. u. k. Majestät“ verzaubern. Mit dem „freiheitsdürstenden Ungarn“ präsentiere der Film zudem einen „traditionellen k. u. k. Erbfeind“, der am Ende jedoch „die försterchristliche Hand“ geschenkt bekomme. Das Lexikon des Internationalen Films nannte den Film ein „volkstümliches und romantisches musikalisches Lustspiel – frei nach der Operette von Georg Jarno.“